# 生田目崇
生田目 崇（なまため たかし、1970年8月31日 - ）は、日本の工学者。専門は社会・安全システム科学。学位は、博士（工学）（東京理科大学・1999年）。中央大学理工学部教授。東京都出身。

## 経歴
- 1989年3月 - 東京都立八王子東高等学校 卒業
- 1994年3月 - 東京理科大学工学部第一部経営工学科 卒業
- 1996年3月 - 東京理科大学大学院工学研究科経営工学専攻修士課程 修了
- 1999年3月 - 東京理科大学大学院工学研究科経営工学専攻博士後期課程 修了
- 1999年4月 - 東京理科大学工学部第一部経営工学科 助手
- 2002年4月 - 専修大学商学部商業学科 専任講師
- 2004年4月 - 専修大学商学部マーケティング学科 助教
- 2007年4月 - 専修大学商学部マーケティング学科 准教授
- 2010年4月 - 専修大学商学部マーケティング学科 教授
- 2013年4月 - 中央大学理工学部経営システム工学科 教授

### 兼任
- 2002年4月 - 目白大学経営学部 非常勤講師（〜2006年3月）
- 2004年4月 - 立教大学大学院社会学研究科 非常勤講師（〜2005年3月）
- 2006年4月 - 東京理科大学工学部第一部経営工学科 非常勤講師（〜2013年3月）
- 2013年4月 - 専修大学大学院商学研究科 非常勤講師（〜2017年3月）
- 2013年4月 - 専修大学商学部 非常勤講師（〜2015年3月）
- 2015年9月 - 中央大学専門職大学院戦略経営研究科 非常勤講師（〜2021年3月）
- 2018年4月 - 専修大学商学部 非常勤講師（〜2019年3月）
- 2018年4月 - 専修大学大学院商学研究科 非常勤講師（〜2019年3月）
- 2021年4月 - 東洋大学経営学部 非常勤講師（〜2019年3月）
- 2021年9月 - 東京理科大学経営学部 非常勤講師（〜2022年9月）
- 2022年9月 - 早稲田大学大学院経営管理研究科 非常勤講師（〜2024年3月）

## 受賞歴
- 2003年 - 移動者マーケティング研究コンペティション 奨励賞
- 2006年 - 日本オペレーションズ・リサーチ学会 事例研究賞
- 2010年 - 日本経営数学会 奨励賞
- 2013年 - 慶應義塾大学大学院理工学研究科・SDM研究科・経営管理研究科  文部科学省委託事業：スキルと実践を重視したビッグデータイノベーション人材育成プログラム ビッグデータチャレンジ賞

## 所属学会
- 日本オペレーションズ・リサーチ学会（機関誌編集委員）
- 日本知能情報ファジィ学会
- 日本経営工学会
- 日本行動計量学会
- 日本マーケティング・サイエンス学会
- 日本管理会計学会
- 日本データベース学会（ビジネスインテリジェンス研究グループ幹事）
- 日本経営数学会（理事）
- 経営情報学会
- 日本ソーシャルデータサイエンス学会（理事、論文誌編集委員長）

## 著書

### 単著
- 生田目崇『マーケティングのための統計分析』オーム社、2017年11月。ISBN 978-4-2742-2101-9。

### 共著
- 生田目崇、上田雅夫『マーケティング・エンジニアリング入門』有斐閣、2017年2月。ISBN 978-4-6412-2082-9。　ほか多数。